# Artifex
Artifex är det italienska symfoniska power metal-bandet Ancient Bards femte studioalbum, utgivet i april 2025 på Limb Music och i Japan på Victor. Den japanska utgåvan innehåller, förutom ett bonusspår, en bonus-CD med albumet i instrumentalversion.
På skivan medverkar bland andra Mark Jansen (Epica, After Forever) och Francesco Cavalieri (Wind Rose).
Artifex resulterade i tre singlar: "Soulbound Symphony", "Ministers of Light" och "Unending" med tillhörande musikvideor.

## Låtlista
1. "Luminance and Abyss" – 3:07
2. "My Prima Nox" – 5:40
3. "The Vessel" – 5:58
4. "The Empire of Black Death" – 5:10
5. "Unending" – 5:14
6. "Ministers of Light" – 5:19
7. "Proximity" – 3:52
8. "Soulbound Symphony" – 6:11
9. "My Blood and Blade" – 3:43
10. "Mystic Echoes" – 6:01
11. "Under the Shadow" – 5:17
12. "Sea of Solitude" – 3:53
13. "Artifex" – 3:28

Bonusspår på den japanska utgåvan
1. "The Empire of Black Death" (Dark Version)

## Medverkande
Musiker
- Sara Squadrani – sång
- Claudio Pietronik – gitarr
- Simone Bertozzi – gitarr, sång
- Martino Garattoni – basgitarr
- Daniele Mazza – keyboard, orkestrering
- Federico Gatti – trummor

Bidragande musiker
- Simone Mularoni – gitarr
- Gabriele Boschi – violin
- Francesco Cavalieri – sång
- Mark Jansen – sång
- Richard Browning – berättarröst

Produktion
- Daniele Mazza – producent
- Simone Mularoni – inspelningstekniker, mixning, mastering
- Vincent Lefevre – omslagskonst